# Then... Now... Next
Then... Now... Next es el sexto álbum recopilatorio de la banda canadiense Glass Tiger. El álbum fue lanzado en 12 de agosto de 2012 en formato de CD y el 17 de agosto en formato de descarga digital bajo el sello de EMI Music Canada. El álbum contiene nuevas canciones como «I Take It Back» y «Love Is On the Way».

## Lista de canciones
| Then... Now... Next |                                                     |                                                  |          |  |
| N.º                 | Título                                              | Escritor(es)                                     | Duración |  |
| 1.                  | «I'm Still Searching»                               | Alan Frew, Sam Reid, Michael Hanson              | 3:51     |  |
| 2.                  | «Thin Red Line»                                     | Alan Frew, Sam Reid, Al Connelly                 | 4:11     |  |
| 3.                  | «My Song» (con The Chieftains)                      | Alan Frew, Sam Reid, Jim Vallance                | 3:23     |  |
| 4.                  | «Diamond Sun»                                       | Alan Frew, Jim Vallance                          | 4:26     |  |
| 5.                  | «I Take It Back»                                    | William James McAuley III                        | 2:53     |  |
| 6.                  | «I Will Be There»                                   | Alan Frew, Al Connelly, Michael Hanson           | 3:12     |  |
| 7.                  | «My Town» (con Rod Stewart)                         | Al Connelly, Alan Frew, Wayne Parker, Jim Cregan | 4:50     |  |
| 8.                  | «Love Is On the Way»                                |                                                  | 2:44     |  |
| 9.                  | «Someday»                                           | Alan Frew, Al Connelly, Jim Vallance             | 3:34     |  |
| 10.                 | «Healing Hands» (con Alan Frew)                     | Alan Frew                                        | 4:11     |  |
| 11.                 | «Animal Heart»                                      | Alan Frew, Al Connelly, Dvoskin                  | 3:48     |  |
| 12.                 | «Don't Forget Me (When I'm Gone)»                   | Alan Frew, Sam Reid, Jim Vallance                | 4:06     |  |
| 13.                 | «Stand Up (Give Yourself a Hand)»                   |                                                  | 3:44     |  |
| 14.                 | «So Blind» (con Alan Frew)                          | Alan Frew                                        | 4:07     |  |
| 15.                 | «You've Got To Hide Your Love Away» (con Alan Frew) | Lennon—McCartney                                 | 3:17     |  |
| 56:17               |                                                     |                                                  |          |  |